# Mizugakiibacter
El género Mizugakiibacter engloba una única especie (Mizugakiibacter sediminis (Kojima  et al. 2014)) de bacterias Gram negativas, mótiles y anaerobias facultativas (reductoras de nitratos en nitritos en condiciones de anoxia) pertenecientes a la familia Xanthomonadaceae, orden Xanthomonadales, clase Gammaproteobacteria y filo Proteobacteria. La denominación del género deriva del lago Mizugaki, Hokouto, prefectura de Yamanashi, Japón, en cuyos sedimentos fue aislado por primera vez M. sediminis en 2014. Sin embargo, este género se encuentra clasificado dentro del "Grupo de riesgo 1", según la Clasificación Alemana de Bioseguridad. Los individuos del género Mizugakiibacter se pueden aislar de ambientes acuáticos de agua dulce, especialmente en sedimentos.
M. sediminis puede ser aislado y cultivado en medios de cultivo comunes. Al microscopio óptico, presentan una morfología bacilar. En cuanto a las condiciones de cultivo, presentan un rango de temperaturas de crecimiento de entre 25°C y 52 °C, con una temperatura de cultivo óptima de 48 °C-50 °C, lo que las hace moderadamente termófilas, y un rango de pH de crecimiento de entre 5 y 8,2, con un pH óptimo de ente 6 y 7. Presentan un contenido en G+C de un 72%. Con respecto al estudio de la naturaleza de la cadena isoprenoide o isoprenoídica de la ubiquinona, este género presenta una cadena de 8 monómeros. El análisis de la composición en ácidos grasos de la membrana plasmática por cromatografía de gases, obtuvo que los ácidos grados predominantes del perfil de ácidos grasos en M. sediminis son el ácido isoheptadecanoico y el ácido ''cis''-isoheptadec-6-enoico. Con respecto a pruebas metabólicas las cuatro especies son catalasa negativas, no productoras de H2S, citocromo oxidasa positivas y reductoras de nitratos en condiciones anóxicas.
Filogenéticamente, M. sediminis presenta un gran parecido evolutivo, con un 93,6% de similitud en el ARNr16S, con Tahibacter aquaticus y Metallibacterium scheffleri, con un 93,3% de similitud.